# Depaula
Depaula – wieś w Polsce położona w województwie wielkopolskim, w powiecie konińskim, w gminie Krzymów.